# Lapinporokoira
Lapinporokoira – jedna z ras psów, zaliczana do grupy szpiców i psów w typie pierwotnym, sekcji północnych psów pasterskich.  Nie podlega próbom pracy.

## Rys historyczny
Rasa znana od XVII wieku, ale jej wzorzec został zatwierdzony przez fiński Kennel Club dopiero w latach 60. XX wieku. Podobnie jak Fiński lapphund wykorzystywany był do pilnowania  stad reniferów.

## Użytkowość
W dalszym ciągu Lapinporokoira jest wykorzystywany na północy kraju jako pies pasterski pracujący przy reniferach. W  południowych częściach Finlandii sprawdza się jako pies towarzyszący i stróżujący.

## Charakter i zachowanie
Pies czujny i aktywny,  skory do nauki i do pracy z człowiekiem.

## Wygląd
Lapinporokoira ma dość krótki pysk i szeroko rozstawione, stojące uszy. Charakterystyczną cechą tej rasy jest długi ogon z bujną sierścią, lekko zwinięty i noszony na udzie.

### Szata i umaszczenie
Umaszczenie czarne podpalane lub czekoladowe podpalane. Twarda sierść, natomiast podszerstek jest miękki i wełnisty. 